# الكسندر ستيوارت
الكسندر ستيوارت (بالإنجليزية: Alexander Stuart) (و. 1673 – 1742 م) هو طبيب، ولد في أبردين، كان عضوًا في الجمعية الملكية، وكلية الأطباء الملكية، توفي في لندن، عن عمر يناهز 69 عاماً.

## التعليم
تعلم في جامعة أبردين.

## جوائز
حصل على جوائز منها:
- وسام كوبلي (1740)[2]
- وسام كرونيان (1738)
- زميل في الجمعية الملكية
- زميل الكلية الملكية للأطباء.